# Forma Ideale
Forma Ideale је српски произвођач кућног намештаја са седиштем у Крагујевцу.

## Историја
Предузеће је основано 1995. године под називом „ЕЛ-ЕН”, у Крагујевцу. Године 2001. отвара своју прву радњу у Србији. Од 2017. године био је највећи српски произвођач намештаја по вредности извоза.
У августу 2018. године Forma Ideale купила је из стечаја крагујевачку фирму „Метал системи” за 4,7 милиона евра.
Forma Ideale је од 2018. године међу највећим произвођачима намештаја у Србији и има продајну мрежу у 35 земаља широм света. Такође је међу највећим предузећима у Крагујевцу и Шумадијском округу по приходу и вредности извоза (од 2018).
У јануару 2019. године Европска банка за обнову и развој постала је мањински деоничар предузећа након што је за 10 милиона евра купила 16,72 одсто акција.